# Зенон Веронский
Зено́н Веронский (итал. Zenone da Verona, альтернативная транскрипция — Зинон Веронийский; IV век, Мавритания — 12 апреля 380, Верона) — епископ Вероны, латинский богослов и писатель. 
Почитается Православной (в лике святителей, память 12 (25) апреля) и Католической (память 12 апреля — кончина, 21 мая — перенесение мощей, 8 декабря — рукоположение) церквями. Мощи находятся в Вероне в базилике Сан-Дзено Маджоре, а сам святой почитается как покровитель города.

## Жизнеописание
Зенон был уроженцем северной Африки (родился на территории нынешних северного Марокко или Алжира). В раннем возрасте принял монашество и, странствуя по монастырям, пришёл в город Верону, где жителями был избран епископом. Прославился борьбой с арианской ересью в период правления императоров Констанция и Валента.
Упоминается у Амвросия Медиоланского и Григория Великого. Последний описывает чудо в Вероне в 558 году, когда во время наводнения вода остановилась на пороге церкви, в которой покоились мощи Зенона. Согласно анонимной латинской элегии, известной как Versus de Verona (написана между 781 и 810 гг.), Зенон был восьмым епископом Вероны.

## Литературное наследие
Как латинский писатель, Зенон был неизвестен до открытия в 1508 году рукописного кодекса со 105 наставлениями, или речами (sermones), от имени епископа Зенона монастырской братии (fratres). Этот кодекс находился в составе епископской библиотеки, вывезенной из Вероны в Венецию. По своеобразности стиля, по сходству с Киприаном и Тертуллианом, по многократным воспоминаниям о мавританском мученике Аркадии было признано, что Зенон был родом из Африки. За всё время своего епископства (362—380 годы) он был ревностным борцом против язычества и арианства.
Зенону приписываются 92 (по др. сведениям 93) речи, которые распадаются на 2 книги: в первой 62, во второй 30. Лишь 16 — более или менее длинные речи, остальные краткие или даже отрывки. Речи Зенона содержат ценные сведения по истории догматов и по христианской археологии. Написаны они живым, изящным языком и свидетельствуют об учёности автора. Литературный стиль проповедей Зенона, богатый неологизмами и игрой слов, считается косвенным подтверждением его африканского происхождения.

## Рецепция
Капелла святого Зенона находится в церкви Санта-Прасседе в Риме. Представляет собой выдающийся памятник раннехристианского искусства.

## Сочинения
- S. Zenonis episcopi Veronensis sermones. Verona, 1739; Augsburg, 1758.
- Минь. Patrologia latina, t.11.
- Zenonis Veronensis Tractatus, ed. B. Löfstedt. Turnholt: Brepols, 1971 (= Corpus christianorum. Series latina, 22). ISBN 2503002226.